# Martins Soares
Martins Soares é um município brasileiro no interior do estado de Minas Gerais, Região Sudeste do país. Localiza-se na Zona da Mata Mineira e sua população estimada em 2024 é de 8 725 habitantes.

## História
Através da lei nº 336, de 27 de dezembro de 1948, foi criado o distrito de Martins Soares, subordinado a Manhumirim. A emancipação foi decretada pela lei estadual nº 12.030, de 21 de dezembro de 1995, instalando-se em 1º de janeiro de 1997. Pela lei nº 35, de 14 de outubro de 1997, foi criado o distrito de Pinheiro de Minas.

## Geografia
De acordo com a divisão regional vigente desde 2017, instituída pelo IBGE, o município pertence às Regiões Geográficas Intermediária de Juiz de Fora e Imediata de Manhuaçu. Até então, com a vigência das divisões em microrregiões e mesorregiões, fazia parte da microrregião de Manhuaçu, que por sua vez estava incluída na mesorregião da Zona da Mata.